# 圖爾加恩宮
圖爾加恩宮（瑞典語：Tullgarns slott）是瑞典首都斯德哥爾摩以南南曼蘭省的一座宮殿建築，修建於1720年代。圖爾加宮的建築外觀融合了洛可可、古斯塔夫和維多利亞風格，室內設計被認為是瑞典最佳的設計之一。該宮殿也曾是瑞典王室的夏宮之一。

## 外部連結
- The Royal Palaces: Tullgarn Palace

58°57′05″N 17°34′40″E / 58.95139°N 17.57778°E